# Agno, Ticino
Agno (italienskt uttal: [ˈaɲɲo], äldre tyskt namn: Eng) är en ort och kommun i distriktet Lugano i kantonen Ticino i Schweiz. Kommunen har 4 536 invånare (2023).
I kommunen ligger Luganos flygplats.